# Euxoa erutoides
Euxoa erutoides là một loài bướm đêm trong họ Noctuidae.